# Václav Hazuka

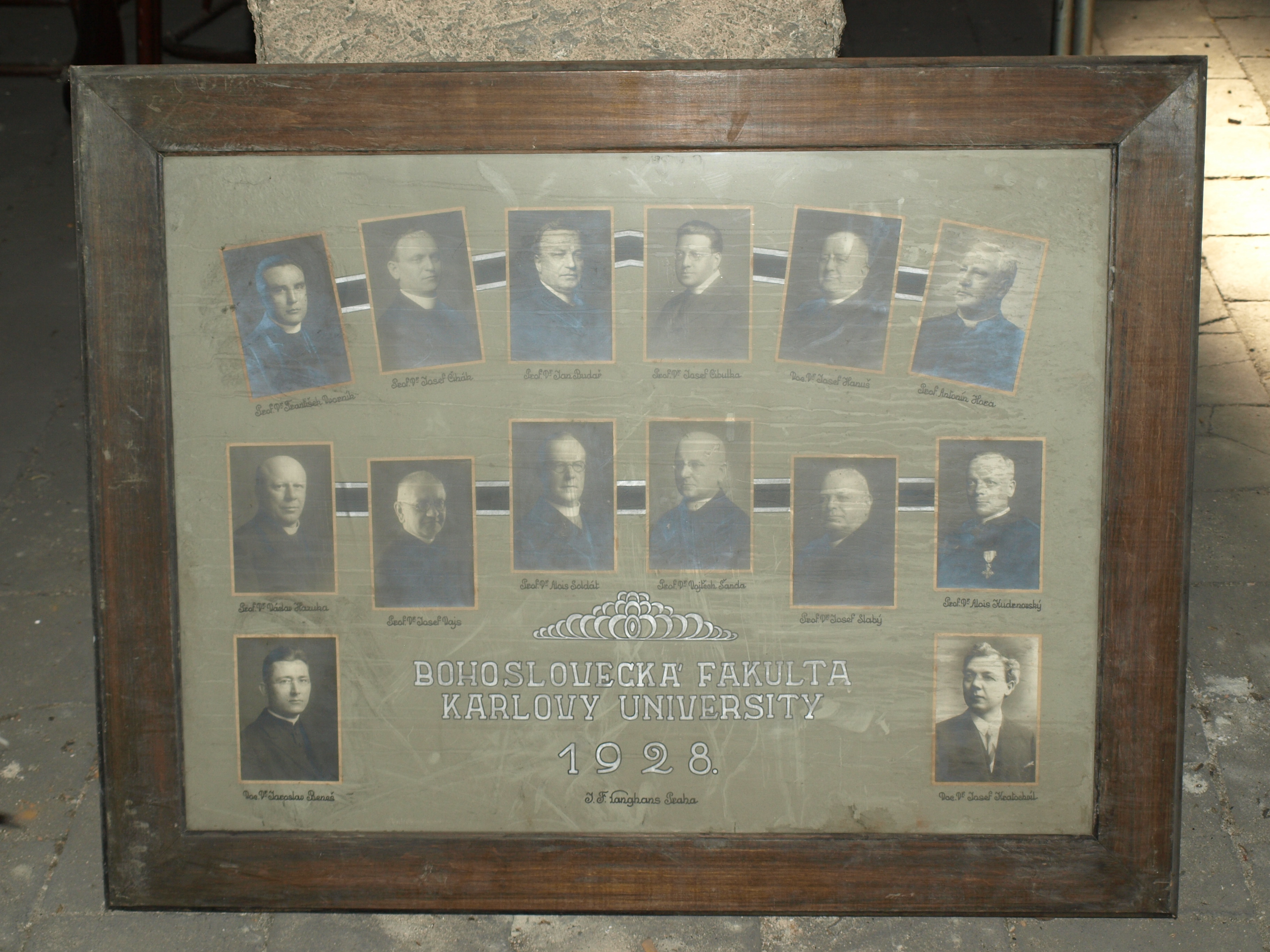
Václav Hazuka na tablu vyučujících bohoslovecké fakulty Karlovy univerzity v roce 1928

Václav Hazuka (22. září 1875 Hracholusky - 3. září 1947 Praha) byl český religionista, teolog a asyrolog. Byl profesorem na Karlově univerzitě, kde učil semitská nářečí a asyriologii.